# Louis B. Mayer Pictures
Louis B. Mayer Pictures, Louis B. Mayer Pictures Corporation, Louis B. Mayer Productions – amerykańska wytwórnia filmowa z epoki kina niemego, istniejąca w latach 1918–1924.
Wytwórnię założył Louis B. Mayer, właściciel teatru położonego w Nowej Anglii.
Jedną z czołowych gwiazd filmów wytwórni była m.in. Anita Stewart.
W 1924 wytwórnia połączyła się z Metro Pictures Corporation i Goldwyn Pictures, w wyniku czego zapoczątkowała istnienie studia Metro-Goldwyn-Mayer.

## Wybrane filmy
- 1919 – Her Kingdom of Dreams
- 1920 – Żółty tajfun (The Yellow Typhoon)
- 1922 – Rose o’ the Sea
- 1923 – The Eternal Struggle
- 1924 – Thy Name is Woman
- 1924 – Miraże szczęścia (His Hour)